# Сорокин, Василий Иванович (танкист)
Васи́лий Ива́нович Соро́кин (10 февраля 1922, Царицын — 30 ноября 1974, Волгоград) — участник Великой Отечественной войны, полный кавалер ордена Славы.

## Биография
Родился в семье рабочего, окончил семилетнюю школу. Работал механиком на Сталинградской ГРЭС.
В июне 1941 года был призван в Красную Армию. Служил в танковых войсках механиком-водителем.
2 мая 1944 года в бою за город Тыргу-Фрумос (Румыния) управляя танком Т-34 гвардии старшина 3-го танкового батальона 3-й гвардейской танковой бригады Василий Сорокин гусеницами смял 2 противотанковых орудия и 4 пулемёта противника. Был контужен, но продолжал бой.
28 июня 1944 года в боях за город Борисов танк Сорокина уничтожил 3 противотанковых орудия, 3 автомашины с пехотой, 2 мотоциклистов и подавил дзот противника. Через два дня, 30 июня, танк Сорокина 4 часа огнём прикрывал форсирование войсками реки Березиной.
7 июля 1944 года в бою за город Вильнюс экипаж танка вместе с Сорокиным уничтожил 3 дзота, 2 противотанковых орудия, 6 автомашин противника, а также солдат. После того, как танк был выведен из строя, Сорокин и другие члены экипажа ещё два часа продолжали бой
Демобилизовался в 1947 году. Жил в Ленинграде, где в 1956 году окончил высшие торговые курсы, затем в Казахстане. В 1967 году переехал в Волгоград. Работал директором горхлебторга.

## Награды
- Орден Красной Звезды
- Орден Славы 3 степени (9 мая 1944 года, № 52655)
- Орден Славы 2 степени (21 июля 1944 года, № 2723)
- Орден Славы 1 степени (24 марта 1945 года, № 3784)
- медали